# Todaropsis
Todaropsis is een geslacht van inktvissen uit de familie van de Ommastrephidae.

## Soort
- Todaropsis eblanae (Ball, 1841)